# ゴルディオン
ゴルディオン（Gordion）は、古代アナトリアで栄えたフリギア王国（フリュギア王国）の都である。ラテン語表記に従って、ゴルディウムとも表記される。所在地はトルコのアンカラ県（アンカラ大都市自治体）のポラトル（Polatlı）区域で、首都アンカラの都心部より南西へ70kmあたりに位置している。
ヒッタイトの時代より小アジアの内陸部へ向かう際の交通の要衝であり、その後この地に進出したフリギア人の王国において都となった。アケメネス朝ペルシアの時代には、メソポタミアのスサから小アジアのサルデスへと通じる「王の道」がこの都市を通過した。東方遠征を行ったアレクサンドロスもこの都市に立ち寄り、いわゆる「ゴルディオンの結び目」の伝説を残した。

## 世界遺産
2023年に国際連合教育科学文化機関 (UNESCO) の世界遺産リストに登録された。

### 登録基準
この世界遺産は世界遺産登録基準のうち、以下の条件を満たし、登録された（以下の基準は世界遺産センター公表の登録基準からの翻訳、引用である）。
- (3) 現存するまたは消滅した文化的伝統または文明の、唯一のまたは少なくとも稀な証拠。